# Summer Sonic Festival
Il Summer Sonic Festival (サマーソニック?) è una serie di concerti annuali del Giappone, sostenuti tra Osaka e Tokyo. Quasi tutti i gruppi suonano ad Osaka il primo giorno e a Tokyo il giorno successivo.

## Partecipanti

### Edizione 2000
- 311
- Arrested Development
- At the Drive-In
- Ben Folds Five
- Coldplay
- Dragon Ash
- Eastern Youth
- Oblivion Dust
- Eels
- Glow
- Grandaddy
- Green Day
- G-Shock Winner
- James Brown
- Mansun
- Muse
- Quruli
- Reef
- SBK
- Sigur Rós
- Snail Ramp
- Snug
- Supercar
- Tahiti 80
- Teenage Fanclub
- The Bluetones
- The Flaming Lips
- The Jon Spencer BX
- The Living End
- The Mad Capsule Markets
- Triceratops
- Ween
- Weezer

### Edizione 2001
- ...And You Will Know Us by the Trail of Dead
- Air
- Beck
- Bilal Oliver
- Cibo Matto
- Cosmic Rough Riders
- Eels
- Elbow
- Gloss
- Incubus
- Jet Black Crayon
- King Adora
- Love Psychedelico
- Marilyn Manson
- Matthew Sweet
- Mercury Rev
- MxPx
- My Vitriol
- Ocean Colour Scene
- Primal Scream
- Rancid
- Reel Big Fish
- Rize
- Russell Simins
- Seo Taiji
- Shea Seger
- Skrape
- Slipknot
- Soulwax
- Tahiti 80
- The Cult
- The Living End
- The Mad Capsule Markets
- The Moldy Peaches
- Zebrahead

### Edizione 2002
- A
- Andrew W.K.
- The Avalanches
- Cave In
- Disturbed
- Fake?
- Guns N' Roses
- Hanoi Rocks
- Haven
- hoobastank
- HY
- The Icarus Line
- The Libertines
- Mach 25
- Mongol800
- Millionaire
- Morrissey
- múm
- Murderdolls
- NANANINE
- No Doubt
- NOFX
- The Offspring
- Ozma
- Pleymo
- Puffy
- Quarashi
- Raging Speedhorn
- The Reindeer Section
- Relish
- Rival Schools
- Shaka Labbits loves 175R
- Siouxsie and the Banshees
- Ska Ska Club
- The Skylarks
- Soft Ballet
- The Streets
- Suede
- Vex Red
- Weezer
- The Wildhearts

#### Solo Tokyo
- Aya
- Cult of Personality
- The Flaming Lips
- Wrench

#### Solo Osaka
- B-DASH
- Dragon Ash
- GagagaSP
- Hitomitoi
- Rise From The Dead

### Edizione 2003
- AFI
- Air
- Alkaline Trio
- Army of Freshmen
- Asian Kung-Fu Generation
- B@by Soul
- Blink-182
- Blondie
- Blur
- Buck-Tick
- Cheap Trick
- The Datsuns
- Devo
- DMBQ
- The Doors
- Elephant Kashimashi
- GO!GO!7188
- Good Charlotte
- The Greenhornes
- Heesey with Dudes
- Hermann H. & The Pacemakers
- The High-Lows
- Hot Hot Heat
- HY
- InMe
- Interpol
- Jet-ki
- Blues Explosion
- Kick the Can Crew
- The Kills
- Kings of Leon
- The Living End
- Mando Diao
- The Mars Volta
- Mew
- My Morning Jacket
- New Found Glory
- Orange Range
- Original Love
- The Polyphonic Spree
- Polysics
- Puddle of Mudd
- Radiohead
- Rapture
- Razorlight
- The Rocket Summer
- Rooney
- Sons of All Pussys
- Soul'd Out
- Starsailor
- The Star Spangles
- The Strokes
- Stereophonics
- Sugarcult
- Sum 41
- Syrup16g
- Thmlues
- Tokyo Ska Paradise Orchestra
- Travis
- YKZ
- Zebrahead

### Edizione 2004
- Green Day
- Avril Lavigne
- Sum 41
- inaba
- The Darkness (Cancelled)
- Pennywise
- All American Rejects
- Mando Diao
- Fountains of Wayne
- Damned
- Jude
- Razorlight
- Hope of The Saints
- Blackmail
- The Cribs
- MC5/d.k.t.
- Lee Scratch Perry
- Mad Professor
- Lordz of Brooklyn
- Peaches
- Bloc Party
- The Dead 60's
- Beat Crusaders
- Erskin
- Oceanlane
- TMG
- Brides of Distruction
- The Go-Go's
- Tommy Heavenly 6
- Orange Range
- Silvertide
- Dirty Americans
- Beastie Boys
- The Mad Capsule Markets
- Nas
- N.E.R.D
- Lostprophets
- Jurassic 5
- Borialis
- Rhymester
- The Music
- The Hives
- Phantom Planet
- The Ordinary Boys
- 10-Feet
- The Veils
- Whyte Seeds
- smorgas
- Sketch Show
- Junior Senior
- Boom Boom Satellites
- The Faint
- Secret Machines
- Kasabian
- IMA Robot
- Zebrahead
- Hoobastank
- Midtown
- Amen
- My Chemical Romance
- Living Things
- The Bronx
- locofrank

### Edizione 2005
- Nine Inch Nails
- Slipknot
- Deep Purple
- The Mad Capsule Markets
- Buckcherry
- Orange Range
- Rooster
- Towers of London
- Duran Duran
- Echo & the Bunnymen
- Interpol
- TV on the Radio
- The Departure
- Louis XIV
- The Subways
- Ian Brown
- The Tears
- MEW
- The Arcade Fire
- BOY
- HAL
- The Little Flames
- Straighteneer
- Q-Tip
- The Roots
- Flipsyde
- M.I.A.
- Fire Ball with Jungle Roots Band
- Ai
- Rhymester
- RIZE
- Slightly Stoopid
- Blue-Eyed Son
- Steph Pockets
- Def Tech
- Kelson & Caravan
- Attach Haus
- Beat Crusaders
- Doping Panda
- Johnny Panic
- Polysics
- Zazen Boys
- Halfby
- Her Space Holiday
- I-DEP
- K-Switch
- Ramrider
- Ryukyudisko
- Oasis
- Weezer
- Kasabian
- Asian Kung-Fu Generation
- The Ordinary Boys
- Yellowcard
- Rip Slyme
- The Others
- The Black Crows
- Public Enemy
- Rammstein
- HIM
- Inme
- No Warning
- Bullet for My Valentine
- Fightstar
- The La's
- Teenage Fanclub
- Bloc Party
- Roddy Frame
- Death Cab for Cutie
- Little Barrie
- Caesars
- Be Your Own Pet
- Me First and the Gimme Gimmes
- The Special Beat
- Ellegarden
- Puffy AmiYumi
- Eighteen Visions
- alexisonfire
- Billy Talent
- Tommy Guerrero
- Citizen Cope
- The Micteeth
- orange pekoe
- Sakerock
- Tuff Session
- detroit 7
- freenote
- great adventure
- Mo'Some Tonebenders
- Natsumen
- Radwimps
- The Rakes
- Afra & Incredible Beatbox Band
- DJ Akakabe
- Duck Rock
- Home Made
- The Phanky Okstra
- Shin Nishimura
- Sugiramn

### Edizione 2006
- 10 Years
- 65daysofstatic
- AFI
- The All-American Rejects
- Amusement Parks on Fire
- Avenged Sevenfold
- Blindspott
- The Cardigans
- The Cat Empire
- The Charlatans
- Daft Punk
- Daniel Powter
- Deftones
- DJ Shadow
- Editors
- Ellegarden
- El Presidente
- Fall Out Boy
- The Feeling
- The Flaming Lips
- Fort Minor
- Green Day
- Hawthorne Heights
- Hoobastank
- The Kooks
- Linkin Park
- Lostprophets
- Massive Attack
- Matisyahu
- Metallica
- Muse
- My Chemical Romance
- Phoenix
- The Polyphonic Spree
- Polysics
- Puffy AmiYumi
- The Rapture
- Scritti Politti
- She Wants Revenge
- Stone Sour
- Taking Back Sunday
- Tool
- We Are Scientists
- Zebrahead

### Edizione 2007
- Avenged Sevenfold
- 120 Days
- Thirty Seconds to Mars
- The Academy Is...
- Arctic Monkeys
- Avril Lavigne
- B'z
- The Black Eyed Peas
- Bloc Party
- Blue King Brown
- Bonde do Rolê
- Cansei de Ser Sexy
- Cobra Starship
- Cornelius
- Cyndi Lauper
- Digitalism
- Dinosaur Jr
- Does It Offend You, Yeah?
- Ellegarden
- The Enemy
- Enter Shikari
- Fall Out Boy
- The Fratellis
- Goo Goo Dolls
- Gwen Stefani
- Gym Class Heroes
- Hadouken!
- Hinder
- The Horrors
- Interpol
- José González
- Kasabian
- Klaxons
- LCD Soundsystem
- Locksley
- The Long Blondes
- Madina Lake
- Manic Street Preachers
- Maxïmo Park
- Modest Mouse
- MSTRKRFT
- MxPx
- The Offspring
- OK Go
- Pet Shop Boys
- The Pipettes
- The Polyphonic Spree
- Remioromen
- Sean Lennon
- Sugar Ray
- Sum 41
- Tilly and the Wall
- Travis
- The Twang
- Unkle
- Vitalic
- The Young Punx

### Edizione 2008
- 311
- The Academy Is...
- Adele
- Against Me!
- Alicia Keys
- Band of Horses
- Becca
- Bedouin Soundclash
- Blood Red Shoes
- Boom Boom Satellites
- Cajun Dance Party
- Coldplay
- Cobra Starship
- Crystal Castles
- Café Tacuba
- Death Cab for Cutie
- Devo
- Fatboy Slim
- The Fratellis
- Friendly Fires
- Hadouken!
- The Hoosiers
- Hot Chip
- The Jesus and Mary Chain
- Joe Lean and the Jing Jang Jong
- Junkie XL
- Justice
- The Kills
- The Kooks
- Late of the Pier
- The Living End
- Los Campesinos!
- Lostprophets
- Maximum the Hormone
- MAJESTYS
- The Metros
- MGMT
- Mutemath
- Nell
- New Found Glory
- New Young Pony Club
- OneRepublic
- Panic at the Disco
- Paolo Nutini
- Paul Weller
- Pendulum
- Perfume
- The Prodigy
- Radwimps
- Sex Pistols
- Silversun Pickups
- Spiritualized
- The Subways
- Super Furry Animals
- Skindred
- South Central
- These New Puritans
- The Ting Tings
- Tokyo Police Club
- Trivium
- The Troubadours
- Vampire Weekend
- The Verve
- The Wombats
- Xavier Rudd
- Yelle
- Zebrahead

### Edizione 2009
- 65daysofstatic
- Acidman
- The All-American Rejects
- Aloha from Hell
- Aphex Twin
- B'z
- Beat Crusaders
- Beyoncé
- The Big Pink
- Birdy Nam Nam
- Boom Boom Satellites
- Boys Like Girls
- Bring Me the Horizon
- Cancer Bats
- Cavalera Conspiracy
- Cansei de Ser Sexy
- Coldrain
- Datarock
- Delphic
- Elephant Kashimashi
- Elvis Costello
- The Enemy
- Enter Shikari
- Five Finger Death Punch
- The Flaming Lips
- Ghostland Observatory
- Gogol Bordello
- Golden Silvers
- Grizzly Bear
- The Hiatus
- Hollywood Undead
- Hoobastank
- The Horrors
- Iglu & Hartly
- In Case of Fire
- Jack Peñate
- Jenny Lewis
- Joan Jett and The Blackhearts
- Kasabian
- Katy Perry
- Keane
- Kid Sister
- Klaxons
- Kylee
- Kyte
- Lady Gaga
- Lenka
- Limp Bizkit
- Linkin Park
- Little Boots
- Mando Diao
- Marié Digby
- Mastodon
- Matisyahu
- Mercury Rev
- Metronomy
- Mew
- Mogwai
- Mutemath
- My Chemical Romance
- N.A.S.A.
- Never Shout Never
- Ne-Yo
- Nine Inch Nails
- Ore Ska Band
- Paolo Nutini
- Paramore
- Patrick Watson
- Phoenix
- Placebo
- The Qemists
- Razorlight
- Red Light Company
- Rin Toshite Shigure
- Saosin
- School of Seven Bells
- Scott Murphy
- Solange Knowles
- Sonic Youth
- Soulwax
- The Specials
- Tahiti 80
- Tame Impala
- The Temper Trap
- Teenage Fanclub
- The Ting Tings
- Tom Tom Club
- Tricky
- Unicorn
- The Vaselines
- The Veronicas
- V V Brown
- War
- Yuksek

### Edizione 2010
- Jay-Z
- The Offspring
- Nickelback
- Nas
- Nickelback
- Eikichi Yazawa
- Kreva
- All Time Low
- 3OH!3
- Thirty Seconds to Mars
- FACT
- The Smashing Pumpkins
- Richard Ashcroft
- The Hiatus
- Thirty Seconds to Mars
- Biffy Clyro
- The Courteeners
- The Maccabees
- General Fiasco
- Calvin Harris
- Keri Hilson
- Eve
- Uffie
- K-OS
- Jasmine
- Eels
- Tahiti 80
- Girls
- クラムボン
- Tamurapan(Canceled)
- Fireball with Home Grown
- ET-King
- Big Mama
- Beat Crusaders
- Elliot Minor
- Nada Surf
- Broadway Call
- Rock'A'Trench
- Totalfat
- Northern19
- The Young Punx!
- Freebass
- Atari Teenage Riot（Tokyo Only）
- Pavement
- Steve Aoki
- Busy-P
- Gildas
- Brodinski
- Yes Giantess
- Stevie Wonder
- Taylor Swift
- A Tribe Called Quest
- Sum 41
- Big Bang
- Orianthi
- Jason Derulo
- K'Naan
- Monkey Majik
- Dream Theater
- Slash
- Hole
- Michael Monroe
- Coheed and Cambria
- BigElf
- My Passion
- The Devil Wears Prada
- Pixies
- Jónsi
- Black Rebel Motorcycle Club
- Band of Horses
- The Drums
- Fanfarlo
- Surfer Blood
- Sakanaction
- deadmau5(Canceled)
- Die Antwoord
- Hudson Mohawke
- Surkin
- Darwin Deez
- AA=
- androp
- Funky Monkey Babys
- Hilcrhyme
- Everlast
- Steve Appleton
- Free Energy
- Jay'ed
- lecca
- Low IQ 01 & Masterlow
- The Pillows
- Blood Red Shoes
- Everything Everything
- Band of Skulls
- One OK Rock
- 'te
- Shinsei Kamattechan
- Ai Kago Jazz -The First Door-

### Edizione 2011
- The Strokes
- Beady Eye
- 木村カエラ
- The Ting Tings
- Brother
- The Bawdies
- One Night Only
- Sharks
- Avril Lavigne
- Rip Slyme
- Tinie Tempah
- Perfume
- BoA
- The Pretty Reckless
- The Downtown Fiction
- The Mars Volta
- Death From Above 1979
- Mutemath
- Nico Touches the Walls
- Cage The Elephant
- OFWGKTA
- Wreckin Squadd
- Cerebral Ballzy
- OverTheDogs
- Korn
- The Horrors
- These New Puritans
- Black Mountain
- Esben and the Witch
- Feadz
- Breakbot
- Carte Blanche
- Busy Pictionary
- SebastiAn
- the GazettE
- The Mirraz
- Miles Kane
- andymori
- GushTemplate:Dn
- Champagne
- 小林太郎
- Beta Wolf
- オズ
- Ziggy Marley
- Arrested Development
- Village People
- Clementine
- Def Tech
- One Draft
- ＴＨＥラブ人間
- Galaxy Express
- Idiotape
- Red Hot Chili Peppers
- X Japan
- Maximum the Hormone
- Panic! At The Disco
- Zebrahead
- Hollywood Undead
- Mona
- Neon Trees
- P.i.L.
- The Jon Spencer Blues Explosion
- House of Pain
- Friendly Fires
- Two Door Cinema Club
- Yelle
- the telephones
- Gypsy & the Cat
- Fear, and Loathing in Las Vegas
- Suede
- James Blunt
- The Pop Group
- Bow Wow Wow
- Metronomy
- Deerhunter
- The Morning Benders
- Smith Westerns
- ねごと
- Fact
- Rival Sons
- Pay money To my Pain
- Mucc
- One Ok Rock
- Tribes
- Puro Instinct
- Totalfat
- Crossfaith
- Village People
- Bootsy Collins and The Funk U Band
- Yanokami
- Shibusashirazu Orchestra
- 齊藤ジョニー
- The Ghost Spardac
- Queen Sea Big Shark
- Muma & Third Party
- Perdel
- Black New-new

### Edizione 2012
- Green Day
- Franz Ferdinand
- The Yellow Monkey
- Lostprophets
- The Vaccines
- Grouplove
- One Ok Rock
- Sigur Rós
- the Hiatus
- Death Cab For Cutie
- Passion Pit
- Crystal Castles
- Coldrain
- Mac Miller
- The Knux
- Adam Lambert
- Nelly Furtado
- Soulwax)
- Gotye
- SBTRKT
- St. Vincent
- Grimes
- Begin
- Iceage
- Nothing's Carved in Stone
- Toy
- Hyro Da Hero)
- Infinite)
- Pee Wee Gaskins[1]
- Rihanna
- Jamiroquai
- Ke$ha
- Pitbull
- Perfume
- Gym Class Heroes
- Vintage Trouble
- New Order
- Garbage
- Hoobastank
- The Cardigans
- Cast
- Tribes
- Champagne
- Calvin Harris
- Tears For Fears
- Foster The People
- Azealia Banks
- Other Lives
- Spector
- Kindness
- Walk off the Earth
- Mao Abe
- Anna Tsuchiya

### Edizione 2019
- Red Hot Chili Peppers
- Blackpink
- The Chainsmokers
- Jain
- Alan Walker
- Octavian
- Band-Maid